# ثيودور ويسلي كوش
ثيودور ويسلي كوش (بالإنجليزية: Theodore Wesley Koch) هو أمين مكتبة ومترجم أمريكي، ولد في 4 أغسطس 1871 في فيلادلفيا في الولايات المتحدة، وتوفي في 23 مارس 1941 في إيفانستون في الولايات المتحدة.